# يوسف الصيداوي (فنان)
يوسف الصيداوي، من مواليد 8 فبراير 1976 في بوحجلة من ولاية القيروان، هو ممثل ومخرج تونسي يعمل في المسرح. شارك في تطوير المسرح التونسي في المناطق الداخلية وخاصة بمعتمدية بوحجلة من ولاية القيروان
. عين نائب رئيس للجامعة التونسية للمسرح سنة 2011
.

## مسيرته

### بدايته
بعد ممارسة المسرح من باب الهواية و بعد حصوله على الباكالوريا، تابع الصيداوي دراسته في المعهد العالي للفن المسرحي بتونس،
وتخرجت من المعهد سنة 2003. بدأ الصيداوي حياته المهنية في المسرح، ولعب في أكثر من عشرين مسرحية وبشكل متواز مع تدريسه المسرح في المدارس الثانوية. تقمص أدوار ثانوية في أعمالك تلفزية (حسابات وعقابات، عودة المنيار، الليالي البيض، شوفلي حل، صيد الريم، عاشق السراب، بين الثنايا).
شارك يوسف الصيداوي في اوبيرات عليسة لسمير العيادي كما شارك في عديد الأعمال المسرحية والدرامية كعاشق السراب وتقمّص دور ابن رشد في مسرحية السيف والوردة للمخرج حمادي الوهايبي 
ثم أصبح المنسق العام للأيام المسرحية بسيدي عمر بوحجلة ولقب بالقلب النابض للحركة المسرحية بالجهة.

### مشروع خبايا
«خبايا» هو عمل فني فرجوي ضخم في شكل مغامرة فنية، من نوع «الاوبيرات» لجمعية فرسان المسرح بمعتمدية بوحجلة (القيروان) وهو عمل مسرحي يجمع بين العروض الفلكلورية الراقصة والشعر الغنائي والموسيقى · <، وهو مشروع عمل يشارك فيه نحو 40 عنصرا.
يوسف الصيداوي ذكر ان «خبايا» ستكون مشروع العمر بالنسبة إليه ولجهة بوحجلة، وستمثل حدثا مسرحيا وطنيا بالرغم من صعوبات التمويل ويقول أيضا «إنّ إنجازهذا العمل كان نتيجة لعشقي لكلّ ما هو شعبي ورغبتي في قراءته وتوظيفه لكي يكون أرضيّة للإبداع وما شجعني هو مشاهدتي لعرض منسيات للأسعد بن عبد الله الذي اعتبره عرضا مهمّا في سياق المحافظة على تراثنا الشعبي الشفوي». افتتح عرض خبايا يوم الأحد 11 جويلية 2010 الدورة السادسة لمهرجان الماء بمعتمدية الشبيكة من ولاية القيروان ثم برمج ضمن 7 مهرجانات.
سنة 2016، و بإعداد منه و بدعم من المعهد الفرنسي في تونس، أطلقت جمعية فرسان المسرح مشروعً مسرح الريف, وهو مشروعً لصالح أطفال المدارس في بوحجلة، يهدف إلى إنشاء أربعة عشر ناديًا مسرحيًا في مدينة بوحجلة و يتضمن دورات تدريبية للمعلمين. ينتهي نشاط الأندية بمهرجان مسرحي يدور في عدة أماكن، و تقدم فيها مسرحيات من إعداد الأندية ولكن أيضًا فرق محترفة.
إنتخب سنة 2018 رئيسا للمهرجان المغاربي للفروسية ببوحجلة لمدة 3 سنوات. في نفس الفترة كانت له تجربة في التنشيط الإذاعي، حيث أنه قام بتقديم برنامج سفر في البوادي على إذاعة صبرة آف آم، وهو برنامج يهتم بالفن الشعبي. إنتقل سنة 2020 للعمل لمدة 5 سنوات كمدرس دراما بابوظبي بدولة الإمارات العربية المتحدة.

## إخراج
قام يوسف الصيداوي بإخراج العديد من الأعمال :
- 2001 : اوبيرات روميو وجوليات، نص وليام شكسبير، شعر هدى الرحيمي.
- 2002-2003 : اوبيرات عليسة، شعر هدى الرحيمي.
- 2003-2004 : اوبيرات الحب القاتل، شعر هدى الرحيمي.
- 2006-2007 : مسرحية انتظار، نص شكري التحري، تلحين مصباح المسلمي.
- 2007 : مسرحية حلمة، نص دنيا مناصرية.
- 2010 : عرض خبايا، مساعد المخرج : مراد الخاوي، تلحين أيمن العيساوي، ديكور وملابس : دنيا مناصريّة، إضاءة وتوضيب ركحي : لطفي فريخة، كوريـغرافيـا خديجة اليزيدي، منسّق عام: عادل الزّايري، تسويق وإدارة أعمال: ثريّا ملاط.

## تمثيل
- 2013 : الزوجة الخامسة لالحبيب المسلماني وجمال الدين خليف (ضيف شرف)